# New Scotland Yard

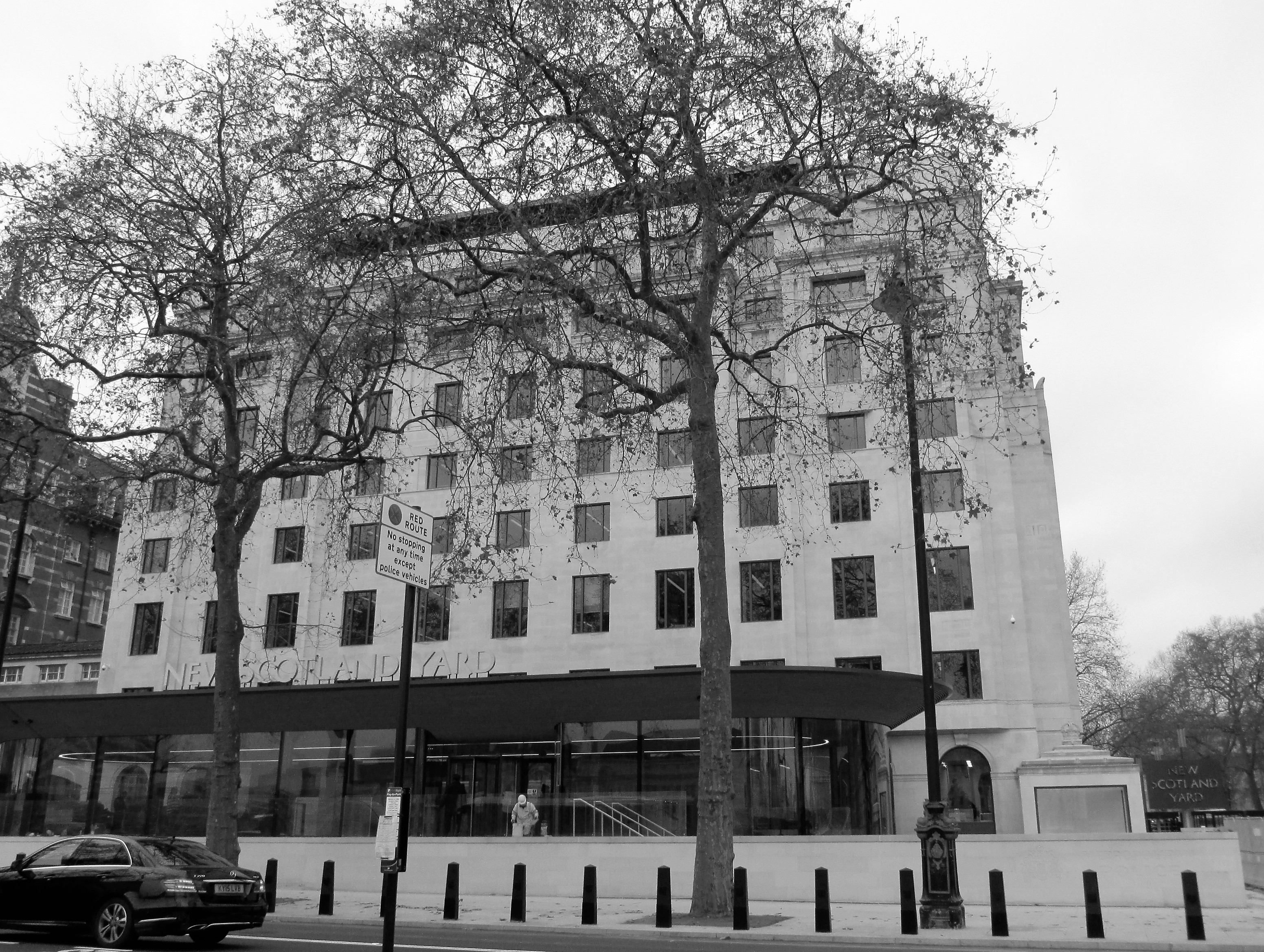
New-Scotland-Yard-Hauptquartier seit 2016 (früher Curtis Green Building)

New Scotland Yard [ˈnjuːˌskɒtlənd ˈjɑːd] (englisch für „neuer schottischer Hof“), häufig kurz Scotland Yard oder auch nur Yard genannt, ist ein Gebäude im Londoner Stadtteil City of Westminster. Zudem ist Scotland Yard eine übliche Bezeichnung (Metonym) für die in diesem Gebäude residierende Polizeibehörde Metropolitan Police Service (MPS).
Diese ist zuständig für Greater London mit Ausnahme der City of London, die als selbstständige Stadt mit der City of London Police über eine eigene Polizeibehörde verfügt. Neben den allgemeinen Polizeiaufgaben führt der MPS auch eine Datenbank über alle Straftäter im Vereinigten Königreich, unterstützt auf Anforderung die regionalen Polizeikräfte bei den Ermittlungen und gibt Hilfestellung bei der Aus- und Weiterbildung aller Polizeikräfte des Commonwealth. Umgangssprachlich ist im deutschsprachigen Raum mit „Scotland Yard“ meist die Londoner Kriminalpolizei gemeint.
Das als New Scotland Yard bezeichnete Hauptquartier befindet sich seit 2016 wieder am Victoria Embankment, unweit der U-Bahn-Station Westminster.

## Geschichte

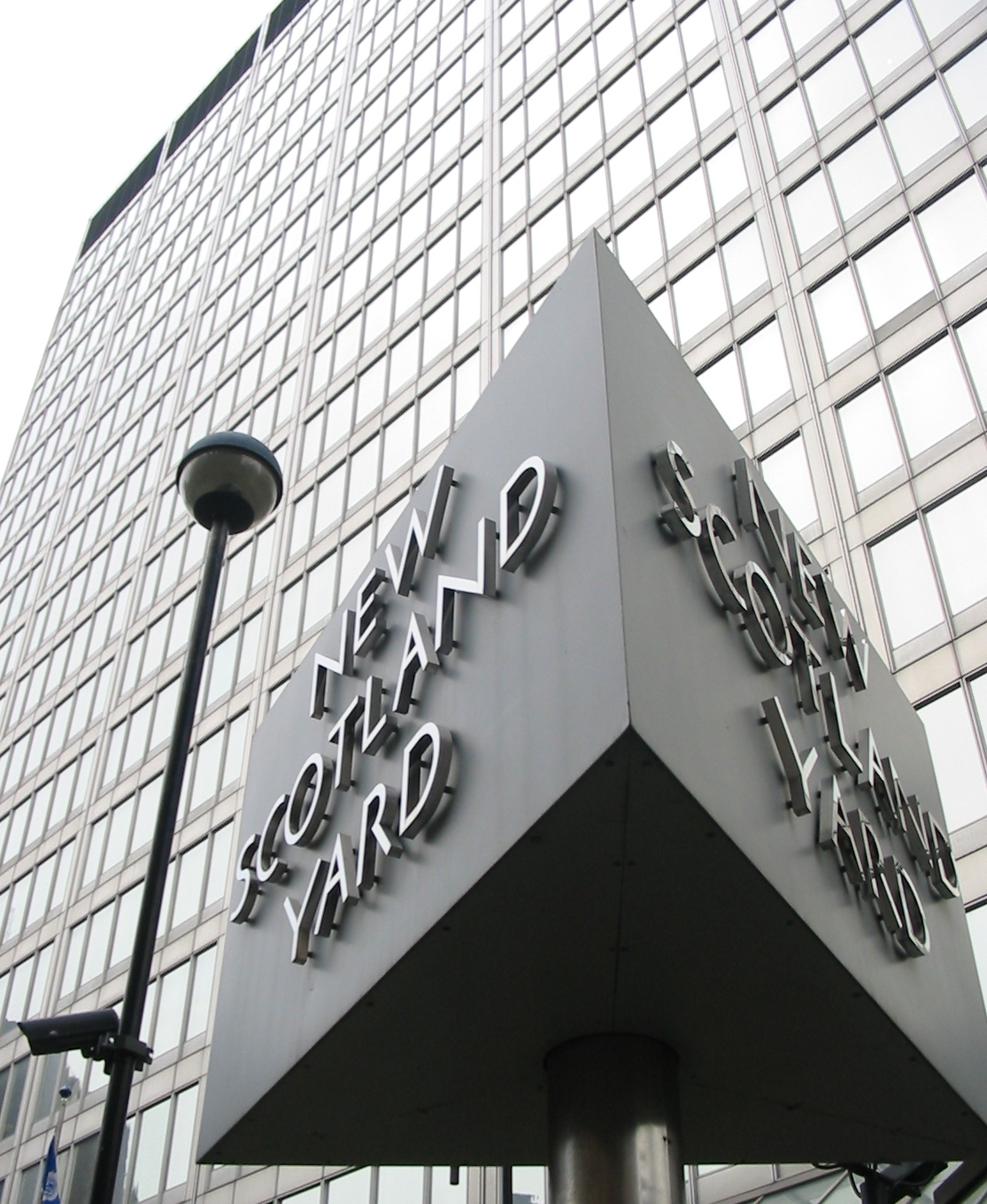
New-Scotland-Yard-Hauptquartier 1967–2016 (10 Broadway, London)

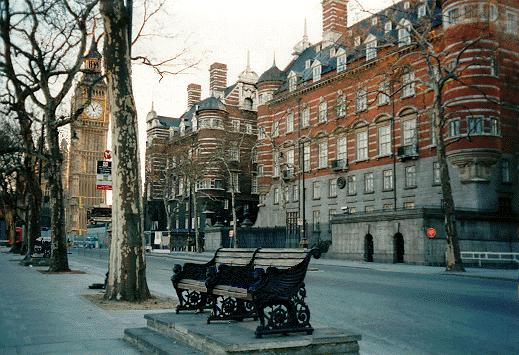
New-Scotland-Yard-Hauptquartier zwischen 1890 und 1967 (heute Norman Shaw Buildings)

Der Name Scotland Yard leitet sich aus der ursprünglichen Lage des ersten Hauptquartiers in Whitehall Place 4 ab, an dessen Rückseite sich in Richtung der Straße Great Scotland Yard eine Polizeistation befand. Der genaue Ursprung dieses Namens ist allerdings unbekannt. Nach einer verbreiteten Erklärung war es vor der Vereinigung von England und Schottland der Standort der Residenz der schottischen Botschafter sowie der schottischen Könige, wenn sie in England waren.
Gegründet wurde Scotland Yard 1829 vom damaligen Innenminister Robert Peel, um eine vollkommen neue, schlagkräftige Polizeitruppe aufzubauen. Insbesondere die Abteilung für Kriminalfälle (Criminal Investigation Department, CID) erlangte aufgrund ihrer Ermittlungsmethoden (z. B. mittels Fingerabdrücken) weltweiten Ruhm, welcher sich bis heute in zahlreichen literarischen Werken und Filmen widerspiegelt und von vielen Staaten zum Vorbild genommen wurde.
Die Bezeichnung New Scotland Yard entstand zum ersten Mal, als der Metropolitan Police Service 1890 mit seinem Hauptquartier in ein Gebäude des Architekten Richard Norman Shaw am Victoria Embankment, nahe dem heutigen Verteidigungsministerium, umzog. Zu dieser Zeit hatte sich Scotland Yard bereits als Name für das Hauptquartier eingebürgert, so dass die Polizeiorganisation entschied, diese Bezeichnung weiter beizubehalten. Als Erkennungszeichen für den neuen Standort fügten sie jedoch den Zusatz New hinzu. Als der Metropolitan Police Service 1967 mit seinem Hauptquartier in neue Räumlichkeiten am Broadway zog, wurde der Name New Scotland Yard weiterverwendet.
Da das Gebäude am Broadway inzwischen aber nicht mehr den aktuellen Standards entspricht und eine Modernisierung den Verantwortlichen zu kostenintensiv war, wurde ab Sommer 2014 ein Anbau des ehemaligen New Scotland Yard-Standorts am Victoria Embankment zum neuen Hauptquartier umgebaut. Nach Angaben des Mayor of London sollten die Renovierungsarbeiten an dem ursprünglich von dem Architekten Curtis Green in den 1930er Jahren errichteten Gebäude bis Ende 2016 abgeschlossen sein. In Vorbereitung dieses Umzugs wurde der bisherige Sitz am Broadway im Dezember 2014 für 370 Millionen britische Pfund (468 Millionen Euro) an die Abu Dhabi Financial Group verkauft. Am 31. Oktober 2016, dem Tag, an dem das Gebäude an den neuen Eigentümer überging, verließen die Mitarbeiter der Metropolitan Police den alten Dienstsitz und zogen in das neue Gebäude am Victoria Embankment um. Die offizielle Eröffnungszeremonie des neuen New Scotland Yards war für 23. März 2017 vorgesehen, wurde aber wegen des Terroranschlags am Vortag abgesagt. Das abgesagte Ereignis wurde am 13. Juli 2017 durch die Queen und den Duke of Edinburgh nachgeholt.
Den ursprünglichen Scotland Yard übernahm die British Army und richtete dort ein Rekrutierungsbüro und das Hauptquartier der Militärpolizei ein. Heute ist der einzige erhaltene Teil des ursprünglichen Scotland Yard ein Stall der Metropolitan Police in 7 Great Scotland Yard. Der erste New Scotland Yard wird nun Norman Shaw Buildings genannt, ein Teil davon wird immer noch als Polizeirevier für den Bereich Westminster (Cannon Row) genutzt.

## Trivia
Das Home Office Large Major Enquiry System ist Scotland Yards Kriminaldatenbank, woraus das Apronym HOLMES resultiert. Ebenso wird ein Ausbildungsprogramm Elementary („elementar“) genannt, zu Ehren von Sir Arthur Conan Doyles berühmter Romanfigur Sherlock Holmes.
Scotland Yards Telefonnummer war ursprünglich Whitehall 1212. Der Großteil der Polizeireviere im Bereich London, wie auch Scotland Yard selbst, hat immer noch 1212 als letzte vier Ziffern.